# Ҽ̆
Ҽ̆ (minuskule ҽ̆) je již běžně nepoužívané písmeno cyrilice, v minulosti bylo používáno v abcházštině. V poslední variantě abchazské azbuky mu odpovídá písmeno Ҿ.

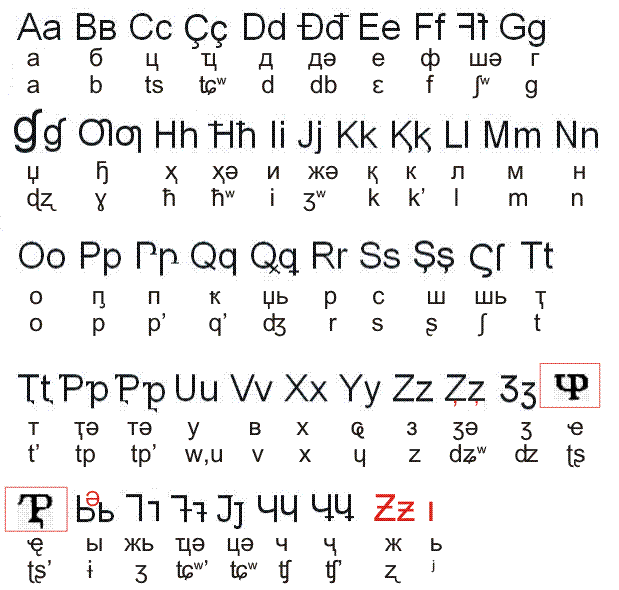
Abeceda N. F. Jakovleva. Písmeno odpovídající písmenu Ҽ̆ na spodním řádku vlevo v červeném rámečku

Písmeno bylo zavedeno Peterem von Uslar, v tiskové verzi azbuky po úpravách provedených M. R. Zavadským ale bylo nahrazeno písmenem Ꚇ̆, v tiskové verzi azbuky navržené komisí pro překlady bylo opět zapisováno jako Ҽ̆. V latinské abecedě N. J. Marra písmenu Ҽ̆ odpovídalo písmeno ṯ̣. V abecedě N. F. Jakovleva písmenu Ҽ̆ odpovídalo písmeno vzhledově připomínající kombinaci písmen P a T s připojenou nožičkou napravo. V době, kdy byla abcházština zapisována gruzínským písmem, písmenu Ҽ̆ odpovídala spřežka ჭჾ. Od znovuzavedení zápisu abcházštiny cyrilicí je místo písmena Ҽ̆ používáno písmeno Ҿ.